# 袁侃
袁 侃（えん かん、生没年不詳）は、中国三国時代の魏の政治家。字は公然。豫州陳郡扶楽県（現在の河南省太康県）の人。袁渙の子。兄弟に袁㝢、袁奥、袁準。娘は荀頵（荀彧の曾孫）の妻。

## 経歴
袁侃は父親の風があり、議論は純粋、柔軟だが道を外れず、人と良い関係を築くのが得意だった。
同郡の何曾と名声を同じくした。太和年間（227年～233年）には黄門郎から吏部郞に遷ったが、元同僚の杜恕、李豊、荀俁（荀彧の三男）らと仲が良かった。明帝の頃（227年～239年）、尚書選曹郞の許允と共に公職の事件に連座し投獄された。この事件は詔書によって厳しく追及され、中心人物は死罪と思われた。そのため許允は袁侃に「卿は功臣の子であるから八義が適応され、死刑は免れるだろう」と語ったところ、その意を汲んで重罪を引き受けた。
袁侃は政権が不安定な時期にあって他者のように阿ることはなく、郡太守や黄門選部郞を務めて「清平」と称された。嘉平元年（249年）には尚書となっており、杜恕が程喜と同城に勤めると知ると、慎重に行動するように助言した。
司馬師が政権を握った254年頃、王基は正直の士である許允、傅嘏、袁侃、崔贊（崔寔の曾孫）らを政権に参画させるべきと推薦している。
袁侃は荀崧の外祖父にあたり、弟の袁奥に「近頃、荀頵殿の子を見ることがあったが、純粋な論理学では父に及ばないが、徳性の純粋さは先人と同様である」と語った。